# La Trinitaria
La Trinitaria är en ort i Mexiko.   Den ligger i kommunen La Trinitaria och delstaten Chiapas, i den sydöstra delen av landet, 800 km öster om huvudstaden Mexico City. La Trinitaria ligger 1 564 meter över havet och antalet invånare är 6 655.
Terrängen runt La Trinitaria är varierad. Runt La Trinitaria är det ganska glesbefolkat, med 42 invånare per kvadratkilometer. Närmaste större samhälle är Comitán, 16,5 km nordväst om La Trinitaria. I omgivningarna runt La Trinitaria växer huvudsakligen savannskog.